# سيباستيان لارسون
سباستيان لارسون (بالسويدية: Sebastian Larsson)‏ ، من مواليد 6 يونيو 1985 في إسكليستونا في السويد ، لاعب كرة قدم سويدي.
يلعب مع نادي سندرلاند الإنجليزي منذ عام 2011.
بدأ باللعب مع منتخب السويد لكرة القدم في عام 2008.

## وصلات خارجية
- سيباستيان لارسون على موقع الاتحاد الدولي (مؤرشف)  (الإنجليزية)
- سيباستيان لارسون على موقع الاتحاد الأوربي (الإنجليزية)
- سيباستيان لارسون على موقع اتحاد السويد (السويدية)
- سيباستيان لارسون على موقع إي إس بي إن إف سي (الإنجليزية)
- سيباستيان لارسون على موقع قاعدة بيانات كرة القدم.إي يو (الإنجليزية)
- سيباستيان لارسون على موقع ناشيونال فوتبول تيمز (الإنجليزية)
- سيباستيان لارسون على موقع Soccerbase.com (لاعب) (الإنجليزية)
- سيباستيان لارسون على موقع Soccerway.com (الإنجليزية)
- سيباستيان لارسون على موقع عالم كرة القدم.نت (الإنجليزية)
- سيباستيان لارسون على موقع كووورة

- معلومات عن اللاعب.
- معلومات أخرى عن اللاعب.